# Dietrich Bürkel
Dietrich Bürkel (* 2. Januar 1905 in München-Gladbach; † 25. Dezember 1986) war ein deutscher Jurist und Politiker (CDU).

## Leben
Nach dem Abitur absolvierte Bürkel ein Studium der Rechtswissenschaften, das er mit der Promotion abschloss. Während seines Studiums wurde er 1927 Mitglied der Bonner Burschenschaft Frankonia. Anschließend trat er in den Staatsdienst ein und trat als Referendar zum 1. Mai 1933 der NSDAP bei (Mitgliedsnummer 3.144.725).
1940 erfolgte die Ernennung Bürkels zum Regierungsrat beim Landesarbeitsamt in Köln und war von 1943 bis 1945 unter Horst Ebel als Hauptabteilungsleiter für Arbeitseinsatz beim Gauarbeitsamt in Düsseldorf tätig. Von 1947 bis 1967 fungierte er als Geschäftsführer des Verbandes der Textilindustrie am Niederrhein. Seit 1949 arbeitete er als Rechtsanwalt.
Bürkel wurde 1952 in den Rat der Stadt Mönchengladbach gewählt. Dem Deutschen Bundestag gehörte er von 1953 bis 1957 an. Er war über die Landesliste der CDU Nordrhein-Westfalen ins Parlament eingezogen.